# Metopoceras delicata
Metopoceras delicata là một loài bướm đêm thuộc họ Noctuidae. Nó được tìm thấy ở bán đảo Arabian, Iraq, Thổ Nhĩ Kỳ, Israel, Jordan và Syria.
Sải cánh dài khoảng 25 mm. Con trưởng thành bay vào tháng 4. Có một lứa một năm.